# Резник, Екатерина Александровна
Резник, Екатерина Александровна (укр. Резнік Катерина Олександрівна; 20 ноября 1995 года, Люботин, Харьковская область, Украина) — украинская спортсменка и политик. Заслуженный мастер спорта по синхронному плаванию. Бронзовый призёр Олимпийских игр 2020 года. Депутат Люботинского городского совета VIII созыва. Член депутатской фракции политической партии «Блок Светличной — «Вместе».

## Биография
Представляет команду Харьковской области. Спортсмен-инструктор штатной команды национальной сборной команды Украины по синхронному плаванию. Окончила Харьковский национальный университет внутренних дел.
Летом 2018 была в составе сборной Украины по синхронному плаванию, которая стала лучшей на чемпионате Европы по летним видам спорта.

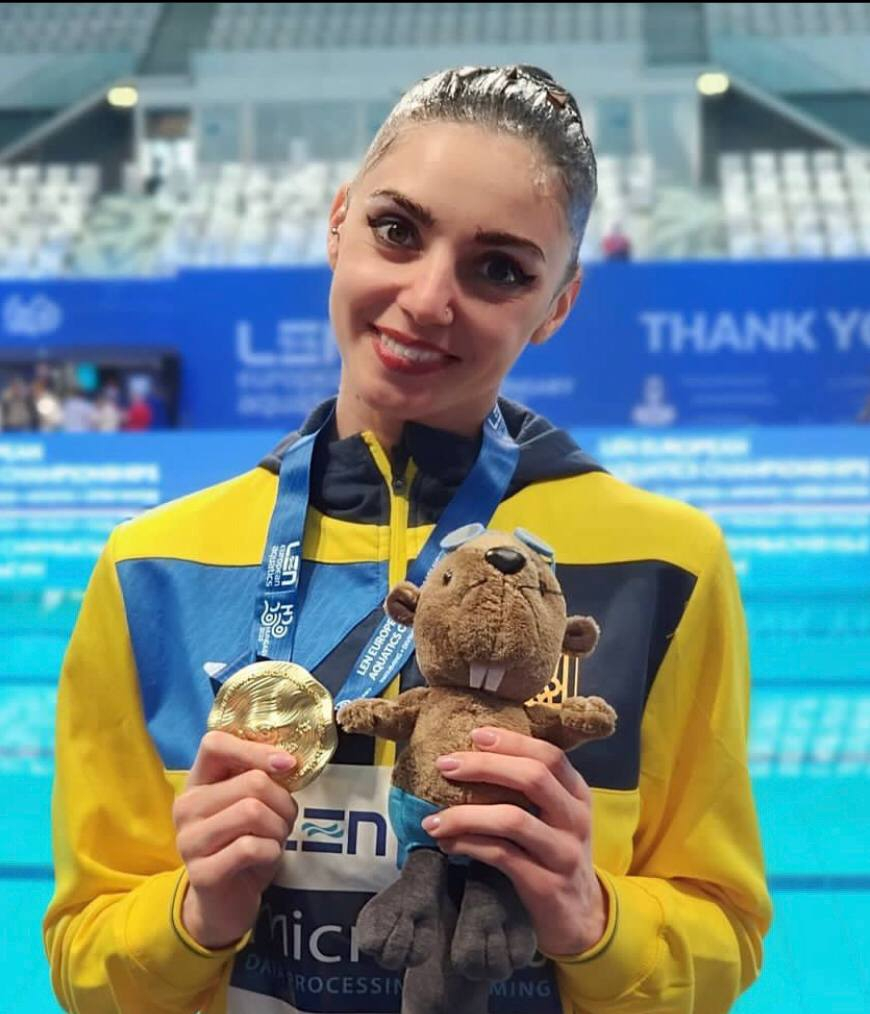
Резник с золотой медалью чкмпионата Европы 2021 года

На Чемпионате мира по водным видам спорта в июле 2019 году в синхронном плавании (группа, техническая программа) она и Владислава Алексиива, Марина Алексиива, Яна Угловая, Екатерина Резник, Анастасия Савчук, Марта Федина, Алина Шинкаренко, Елизавета Яхно получили бронзовые награды. В программе хайлайт команда завоевала золотые награды.
25 октября 2020 года на местных выборах была избрана депутатом Люботинского городского совета.
Сборная Украины по синхронному плаванию в составе которой выступала Екатерина Резник завоевала две бронзовых медали на Олимпиаде – 2020 в Токио.

## Награды
- Орден «Орден княгини Ольги» III степени (16 августа 2021) — за достижение высоких спортивных результатов на ХХХІІ летних Олимпийских играх в  городе Токио (Япония), проявленные самоотверженность и волю к победе[8].